# Yússuf IV
Yússuf IV, d'una branca col·lateral, net (per una filla) de Muhàmmad VI el Bermejo, fou rei musulmà de la dinastia nassarita de Granada. Era el candidat dels castellans que el van proclamar rei el gener de 1431 i després de la victòria de la Higueruela (a la Vega de Granada) l'1 de juliol de 1431 el van portar fins a les portes de Granada on poc després fou aclamat rei. Muhàmmad IX va fugir a Màlaga. Yussuf només va viure poc més de mig any, i va morir l'abril del 1432. Muhàmmad IX fou llavors cridat altre cop al tron.